# Ян-Маєн

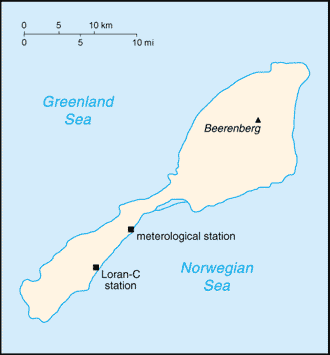
Мапа острова Ян-Маєн

Ян-Має́н (норв. Jan Mayen) — норвезький острів, розташований на стику Норвезького та Гренландського морів, приблизно за 600 км на північ від Ісландії, і 500 км на схід від Гренландії та за 1000 км на захід від Норвегії.
Довжина острова — 55 кілометрів (у напрямку північний схід — південний захід)
Площа — 373 км².
З 1995 року Ян-Маєн адміністративно належить до норвезької провінції Нурланн та офіційно керується її губернатором.
Функції адміністративного та громадського управління безпосередньо на острові делеговані начальнику військової станції LORAN-C.
Корінне населення на острові відсутнє.
Острову Ян-Маєн надано інтернет-домен першого рівня .sj; але, згідно з рішенням уряду Норвегії, цей домен зараз не використовують (зарезервований на майбутнє).

## Клімат
Клімат на острові визначається малими перепадами температур завдяки стабілізуючому впливу моря, а також відносно високими, як для цих широт, середніми значеннями температур, що спричинено впливом північних відгалужень Гольфстриму.
Середня температура на острові влітку становить +5 °C, максимальна зареєстрована +18 °C. Середня температура зими становить близько −5 °C, зрідка опускаючись нижче −20 °C.
Погода найчастіше хмарна, часті тумани, особливо восени та навесні; часто спостерігається сильний вітер змінних напрямків.
| Клімат Ян-Маєн (1961-1990, 1921-)                                                   | Клімат Ян-Маєн (1961-1990, 1921-) | Клімат Ян-Маєн (1961-1990, 1921-) | Клімат Ян-Маєн (1961-1990, 1921-) | Клімат Ян-Маєн (1961-1990, 1921-) | Клімат Ян-Маєн (1961-1990, 1921-) | Клімат Ян-Маєн (1961-1990, 1921-) | Клімат Ян-Маєн (1961-1990, 1921-) | Клімат Ян-Маєн (1961-1990, 1921-) | Клімат Ян-Маєн (1961-1990, 1921-) | Клімат Ян-Маєн (1961-1990, 1921-) | Клімат Ян-Маєн (1961-1990, 1921-) | Клімат Ян-Маєн (1961-1990, 1921-) | Клімат Ян-Маєн (1961-1990, 1921-) |
| Показник                                                                            | Січ.                              | Лют.                              | Бер.                              | Квіт.                             | Трав.                             | Черв.                             | Лип.                              | Серп.                             | Вер.                              | Жовт.                             | Лист.                             | Груд.                             | Рік                               |
| Абсолютний максимум, °C                                                             | 9,5                               | 10,0                              | 8,0                               | 10,3                              | 11,3                              | 18,1                              | 15,0                              | 15,7                              | 13,4                              | 15,0                              | 10,0                              | 12,3                              | 18,1                              |
| Середній максимум, °C                                                               | −3                                | −3,3                              | −3,5                              | −1,4                              | 1,2                               | 4,1                               | 6,4                               | 6,9                               | 4,5                               | 1,9                               | −1                                | −2,7                              | 0,8                               |
| Середня температура, °C                                                             | −5,7                              | −6,1                              | −6,1                              | −3,9                              | −0,7                              | 2,0                               | 4,2                               | 4,9                               | 2,8                               | 0,1                               | −3,3                              | −5,2                              | −1,4                              |
| Середній мінімум, °C                                                                | −8,4                              | −9                                | −8,5                              | −6                                | −2,2                              | 0,5                               | 2,7                               | 3,5                               | 1,3                               | −1,7                              | −5,4                              | −7,7                              | −3,4                              |
| Абсолютний мінімум, °C                                                              | −26,9                             | −28,4                             | −26,8                             | −21,4                             | −12                               | −5,1                              | −3,2                              | −2,3                              | −5,2                              | −18                               | −19,5                             | −24,2                             | −28,4                             |
| Середня кількість сонячних годин на місяць                                          | 0                                 | 28                                | 62                                | 120                               | 155                               | 150                               | 124                               | 93                                | 60                                | 31                                | 0                                 | 0                                 |                                   |
| Норма опадів, мм                                                                    | 56                                | 53                                | 55                                | 40                                | 40                                | 37                                | 47                                | 61                                | 82                                | 82                                | 65                                | 65                                |                                   |
| Днів з опадами                                                                      | 12,6                              | 11,1                              | 12,1                              | 9,1                               | 7,6                               | 7,6                               | 9,2                               | 11,1                              | 13,3                              | 14,6                              | 12,9                              | 13,0                              |                                   |
| Вологість повітря, %                                                                | 83                                | 83                                | 84                                | 83                                | 85                                | 87                                | 89                                | 87                                | 83                                | 83                                | 81                                | 82                                |                                   |
| ----------------------------------------------------------------------------------- | --------------------------------- | --------------------------------- | --------------------------------- | --------------------------------- | --------------------------------- | --------------------------------- | --------------------------------- | --------------------------------- | --------------------------------- | --------------------------------- | --------------------------------- | --------------------------------- | --------------------------------- |
| Джерело: Norwegian Meteorological Institute The Weather Network, World Climate data |                                   |                                   |                                   |                                   |                                   |                                   |                                   |                                   |                                   |                                   |                                   |                                   |                                   |

## Топографія
Острів Ян-Маєн — вулканічного походження, частково вкритий льодовиками, поділений на більшу північну частину (Nord-Jan) та меншу південну (Sør-Jan), які сполучаються перешийком шириною приблизно 2,5 км.
Час виникнення острова визначено приблизно як 700 тисяч років тому.
Рельєф острова гористий.
Найвищою точкою є вершина вулкана Біренберґ на північній частині (2277 м над рівнем моря).
На перешийку розташовані дві великі водойми: Південна лагуна (Sørlaguna) та Північна лагуна (Nordlaguna). Обидві вони мають змішану воду з двох витоків: солону, що просочується з моря та час від часу заноситься хвилями під час штормів, і прісну, що стікає під час танення снігу та льоду із схилів. При цьому солона вода накопичується на дні водойм, а прісна і цілком придатна для пиття — на поверхні. Третє, набагато менше озеро розташоване серед скель південної частини острова і називається Ullerenglaguna. З льодовиків острова п'ять спускаються безпосередньо в море — 2 на східному узбережжі, і 3 на північно-західному.

## Геологія

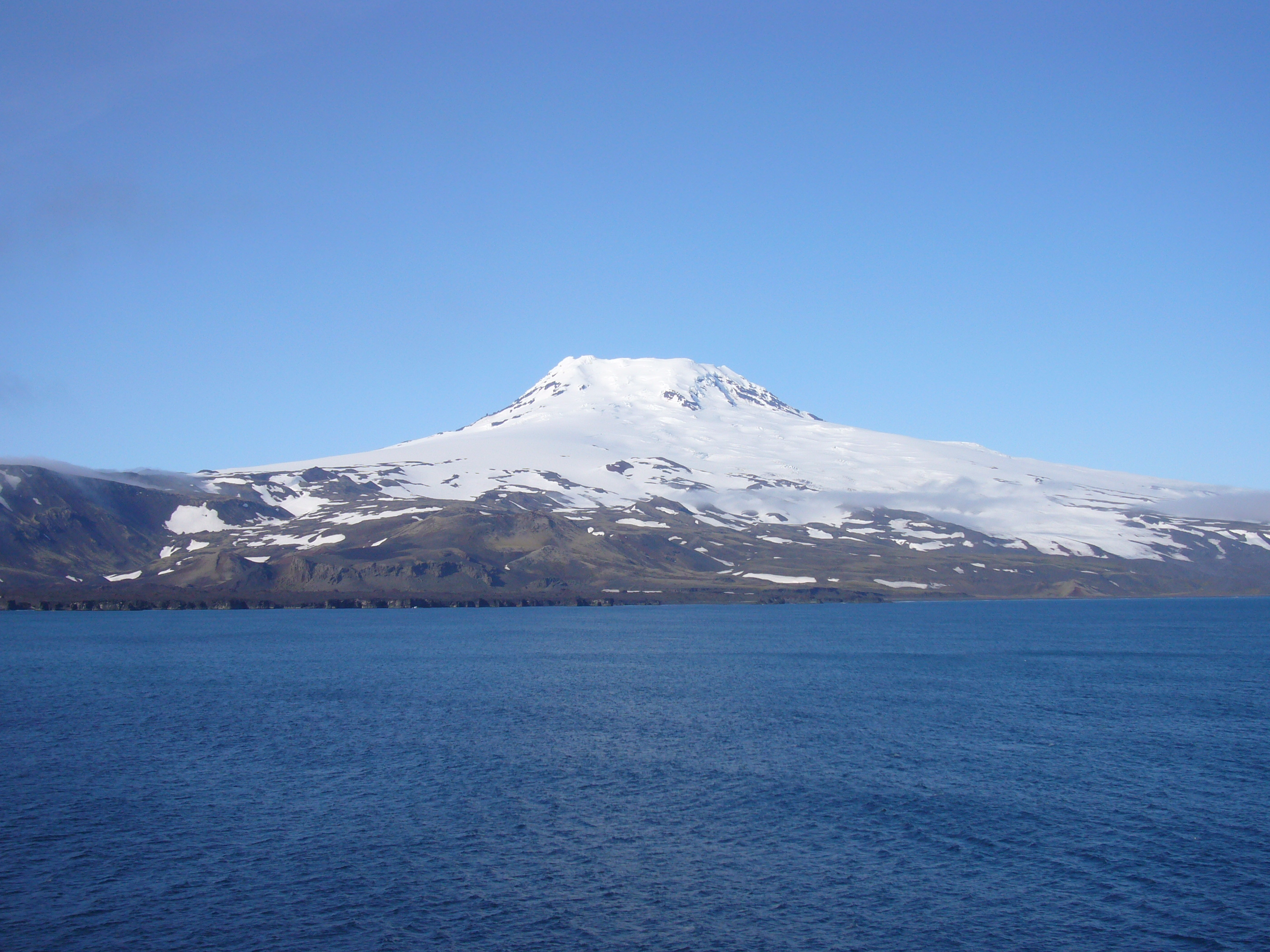
Вулкан Беренберг

Острів Ян-Маєн розташований за 170 км від стику Північно-Американської та Євразійської тектонічних платформ, чим зумовлена висока тектонічна активність в даному районі.
Вулкан Беренберг, що формує північну частину острова, є найпівнічнішим діючим вулканом на Землі (71° 05' пн. ш.). З 1732 до 1985 року зафіксовано 6 вивержень вулкана. Останні виверження відбулись у 1970, 1973 та 1985 роках; найсильніший зареєстрований землетрус становив 5 балів за шкалою Ріхтера. Під час виверження 1970 року завдяки стіканню лави в море площа острова збільшилася на 4 км².

## Історія

### Середньовіччя
Середньовічна історія острова є маловивченою. За деякими даними, ірландський чернець Брендан, відомий своїми одиночними плаваннями у північній Атлантиці та Льодовитому океані, проходив повз Ян-Маєн на початку VI століття. Після повернення з одного зі своїх плавань він відзвітував, що проходив біля чорного скелястого острова, з якого виривалось полум'я, і чув при цьому страшний гуркіт. Він вирішив що, можливо, знайшов вхід до пекла.
Також, за деякими даними, острів був відомий вікінгам, які плавали між Норвегією, Ісландією та Гренландією в ранньому середньовіччі.

### Новий час
Вважають, що в 1607 році Генрі Гудзон відкрив цей острів та назвав своїм ім'ям; після цього в 1611 році англійські китобої вийшли до острова і назвали його островом Святої Трійці; в 1612 році французький капітан-китобій Жан Вролік назвав його островом Рішельє; а в 1614 році англійський капітан Джон Кларк назвав його островом Ізабелли.
Офіційно задокументованою датою відкриття острова є також 1614 рік, коли голландське судно під командуванням капітана Яна Якобса Мая ван Шеллінкота (Jan Jacobs May van Schellinkhout) натикнулося на нього, обстежуючи гренландські води. Його перший корабельний помічник зробив топозйомку деяких частин узбережжя і назвав острів Ян-Маєном на честь капітана.
Після цього голландські китобої заснували на острові кілька станцій для перетопки ворвані гренландських китів, що їх добували в навколишній акваторії. Для їх захисту китобої збудували кілька укріплень. На місці цих укріплень в 1990-х роках знайшли дві великі гармати.
Результатом активного китобійного промислу в навколишніх водах стало майже повне винищення гренландських китів, що призвело до згортання промислу в 1640—1650 роках; після 1650 року протягом 230 років острів не відвідували люди, за винятком кількох кораблів, які часом кидали якір у його водах, перечікуючи несприятливу погоду або поповнюючи запаси прісної води.

### Перший міжнародний полярний рік
Протягом Першого міжнародного полярного року (1882—1883) австро-угорська експедиція вибрала Ян-Маєн за свою базу. Ця експедиція відбула на острові повний рік, під час якого, зокрема, здійснила картографування території острова; складену нею мапу використовували аж до середини 1950-х років.

### Промисел песців
На початку XX століття норвезькі мисливці почали регулярні зимівлі на Ян-Маєні. Їхньою основною здобиччю були білі та блакитні песці, інколи — білі ведмеді. Перевидобуток підірвав популяції песців та призвів до швидкого зниження прибутковості таких експедицій, що призвело до припинення полювання наприкінці 1920-х років.

### Приєднання до Норвегії
Офіційна діяльність представників Норвегії на острові почалась із 1921 року, коли було встановлено першу метеостанцію.
1922 року Норвезький Метеорологічний інститут заявив про приєднання острова до Норвегії.
Королівським декретом від 8 травня 1929 року було проголошено суверенітет Норвегії над Яном-Маєном, а законом від 27 лютого 1930 року острів проголосили частиною Королівства Норвегія.

### Друга світова війна
На відміну від основної території Норвегії, під час Другої світової війни Ян-Маєн не було окуповано. В 1940 році, після окупації Норвегії Вермахтом, персонал метеостанції спалив станцію та покинув острів, евакуювавшись до Великої Британії. Але вже 1941 року персонал станції повернувся разом з норвезькими солдатами. Вони відбудували станцію та підтримували її в належному стані протягом усієї війни, попри численні повітряні атаки Люфтваффе.
7 серпня 1942 року німецький літак Фокке-Вульф 200 С4 «Кондор», яким командував капітан Альфонс Кляйншніттер, розбився на острові, зіткнувшись із гірським схилом; усі 9 військових, що знаходились на борту, загинули. Найімовірнішою причиною катастрофи був густий туман, що стояв того дня над островом. З огляду на туман норвезький гарнізон острова не вів вогонь по літаку, позаяк не міг визначити його приналежність.
У 1950 році партія британських геологів наткнулась на місце катастрофи іншого німецького літака із 4 військовими на борту, що мав пошкодження від зенітного вогню. Але чи були ті пошкодження та катастрофа наслідком стрільби гарнізону острова, невідомо.
1959 року рештки всіх 13 німецьких військових з обох екіпажів перевезли на материк та перепоховали на військовому цвинтарі в Нарвіку.

### Перші повоєнні роки
У 1945–1959 роках на острові відбувались постійні метеорологічні спостереження, а також функціонувала радіостанція, що надавала відомості про погоду суднам у навколишній акваторії та прослухувала радіоефір на випадок сигналу SOS. Також функцією радіостанції була ретрансляція робочих повідомлень суден.

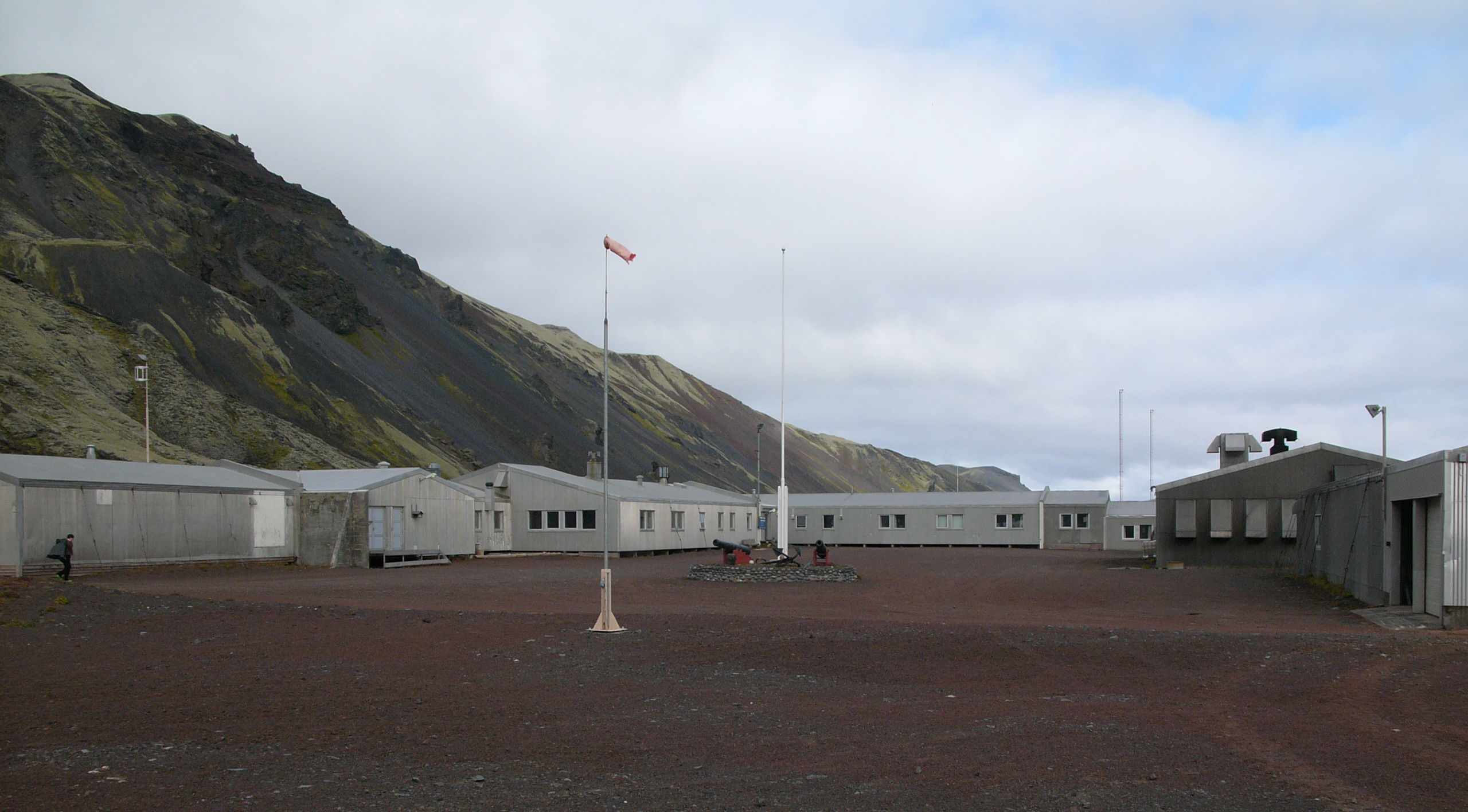
Олонкін — єдиний населений пункт острова

### LORAN-C
У 1959 році в штабі НАТО прийняте рішення про побудову військової радіонавігаційної системи LORAN (абревіатура від англ. Long Range Navigation). Місцем розташування однієї з 5 передаючих станцій системи було обрано острів Ян-Маєн.
Станція запрацювала в 1960 році, а в 1961-му для її обслуговування збудували ґрунтову злітно-посадкову смугу довжиною 1,5 км. Ця смуга пристосована для приймання норвезьких військових літаків С130 («Геркулес») 335-ї ескадрильї, що здійснює рейси до Ян-Маєну 8 разів на рік з аеродрому Бодо. Окрім того, час від часу відбуваються нерегулярні рейси для евакуації поранених та хворих рибалок чи моряків із суден у районі острова або хворих співробітників станції.
На тепер [коли?] постійне населення острова складається з 18 осіб: 14 обслуговують військову станцію LORAN-С, 4 — метеостанцію.
Усе постійне населення острова мешкає в селищі Олонкін; селище розташоване навколо центру управління станції LORAN-C та є єдиним населеним пунктом острова.

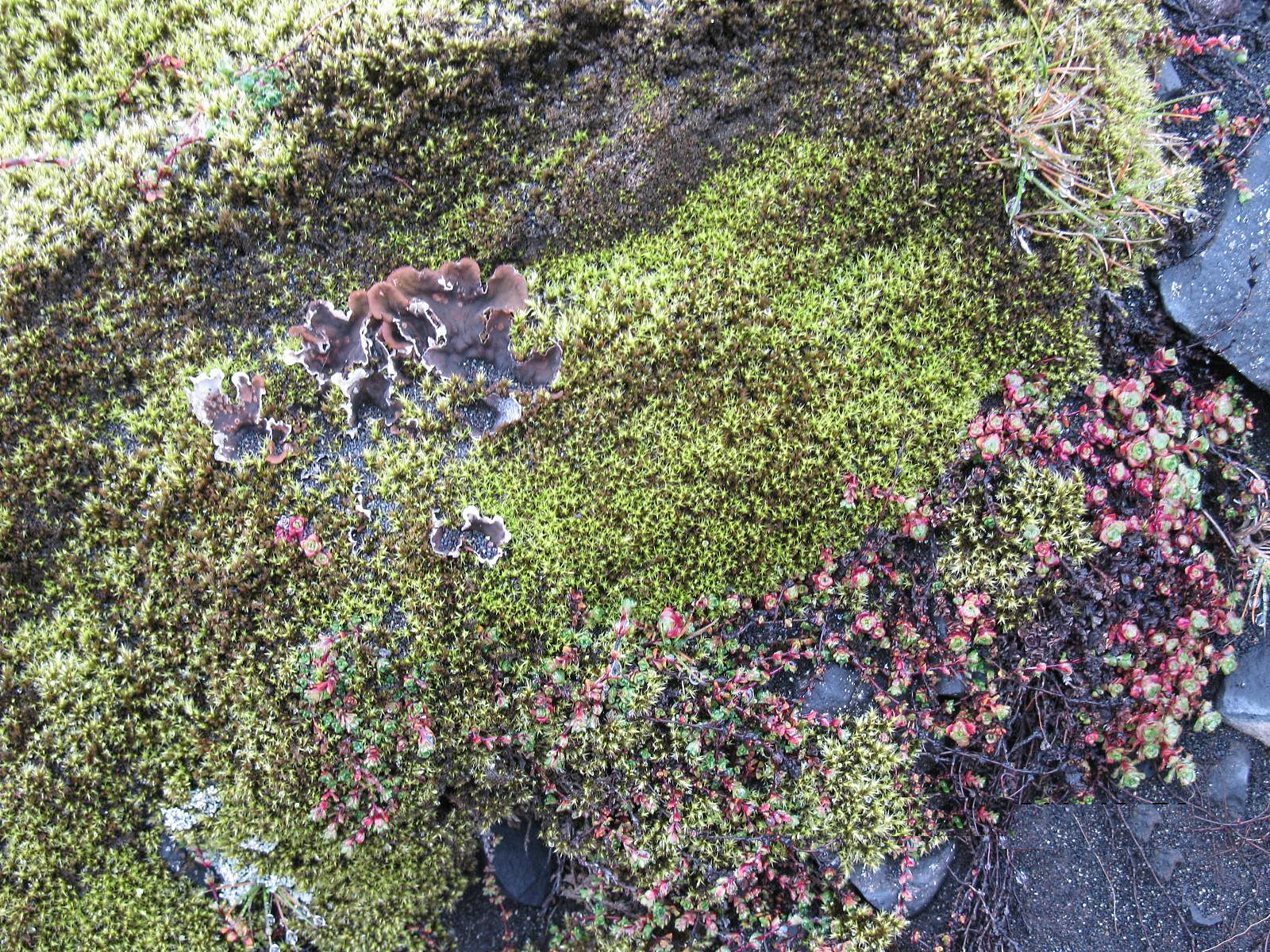
Типова флора острова

## Флора
На острові немає справжніх дерев та кущів — судинні рослини представлені трав'янистою рослинністю та карликовими полярними вербами кількох видів; загалом судинних рослин налічується 76 видів, з них останній було відкрито в 2002 році. Серед судинних рослин, зокрема, налічується 5 видів кульбабок, три з яких є ендеміками острова і тому потребують особливого захисту.
Також у складі флори Ян-Маєна налічується 176 видів мохів (42 печінкових мохів, 134 — листових), близько 140 видів лишайників та 66 видів грибів.

## Фауна
На острові нараховано 98 видів птахів; з них 18 постійно гніздяться, гніздування ще 7 видів імовірне, але не підтверджене. Із ссавців на острові час від часу спостерігаються білий та блакитний песець та білий ведмідь — вони заходять на острів при встановленні довготривалого льодового покриву або їх заносить на крижинах.
У зв'язку з тим, що протягом останнього сторіччя відбулося помітне потепління вод навколо острова, кількість плавальної криги та тривалість крижаного покриву зменшилась, і випадки потрапляння цих тварин на острів стали рідкісними. Зокрема, білого ведмедя востаннє спостерігали на острові в 1990 році.
Навколо острова регулярно спостерігають кілька видів китоподібних (гренландський кит, білуха тощо), а також у водах острова живе стала популяція гренландського тюленя (приблизно 280—290 тисяч голів).
У Північній лагуні мешкає популяція арктичної палії (Salvelinus alpinus), яка, згідно з оцінками іхтіологів, перебуває в ізоляції від океану вже 1500—4000 років. Більшість риб цієї популяції належать до карликової раси (вагою до 200 г), що харчується переважно планктоном. Але трапляються і великі екземпляри, вагою до 2,5—3 кг, які є канібалами. На березі цієї ж лагуни розташоване постійне гніздування гаги, яке в різні роки налічує від 10 до 100 пар.

## Різне

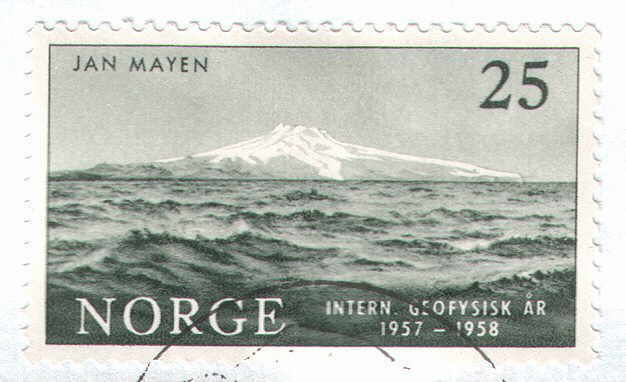
Знімок надав [https://web.archive.org/web/20060426035337/http://home.online.no/%7Evteigen/index_e.html Vidar Teigen

1 липня 1957 року для відзначення Першого Геофізичного року (1957—1958) в Норвегії випустили в обіг поштову марку із зображенням острова Ян-Маєн.